# Arkhyz
Arkhyz (en russe : Архыз) est un village de karatchai situé dans une région montagneuse du Caucase à une altitude de 1 450 mètres environ dans la vallée de la rivière Bolchoï Zelentchouk, dans la république de Karatchaïévo-Tcherkessie, à 70 km environ  de la Mer Noire. Arkhyz a peut-être été la capitale du royaume d'Alanie, un état chrétien détruit au XIIIe siècle par les hordes mongoles du khan Möngke (petit-fils de Gengis Khan), mais cette localisation est discutée. Le village moderne a été fondé en 1923 près du confluent des rivières Arkhyz et Psych. Les montagnes environnantes s'élèvent à 3 000 mètres au-dessus de la mer. 

## Les églises d'Arkhyz
Le village comporte un groupe de trois églises médiévales, dites églises du Zelentchouk, construites au début du Xe siècle. La construction des églises semble liée aux activités missionnaires du patriarche Nicholas Mystikos dans le nord du Caucase. Elles présentent une forte ressemblance avec les églises de Choana et de Senty, situées dans les vallées voisines. Au XIXe siècle, les églises ont été rattachées au monastère de Saint-Alexandre Nevski. Une communauté monastique s'y est recréée après la chute de l'Union soviétique.
L'église du nord, a peut-être été la cathédrale du diocèse d'Alanie du Xe au XIIIe siècle. Son dôme s'élève à 21 mètres, et son mur occidental fait environ 40 mètres de long. Le narthex contenait autrefois un baptistère. Un voyageur du XIXe siècle a décrit les fresques byzantines qui étaient alors encore visibles, quoique défraîchies, sur les murs. 

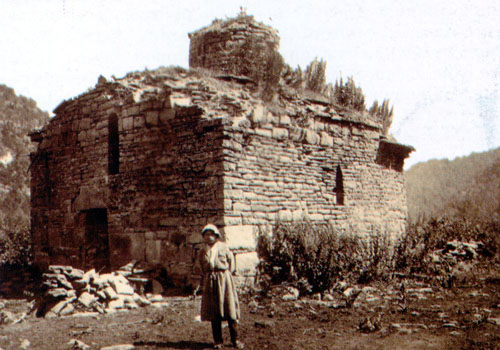
L'église du sud telle qu'elle apparaissait en 1882.

L'église centrale semble avoir été conçue un peu plus tôt que les deux autres, en forme de croix régulière, mais elle a été agrandie vers l'ouest pendant sa construction même ou peu après. Elle a été consacrée à la Trinité en 1897. Elle est beaucoup plus grande que l'église du sud, qui ne mesure que 6,16 sur 7,7 mètres, et a été édifiée initialement à partir de matériaux de rebut grossiers, puis en grande partie reconstruite par les moines dans le style russe en 1899 avant d'être désaffectée pendant les années du pouvoir soviétique ; elle a été reconsacrée à Saint Élie en 1991. L'église du sud est aujourd'hui la plus ancienne église en service de toute la Russie.

## Voir également
Site archéologique de Nijniï Arkhyz